# Сестринское дело

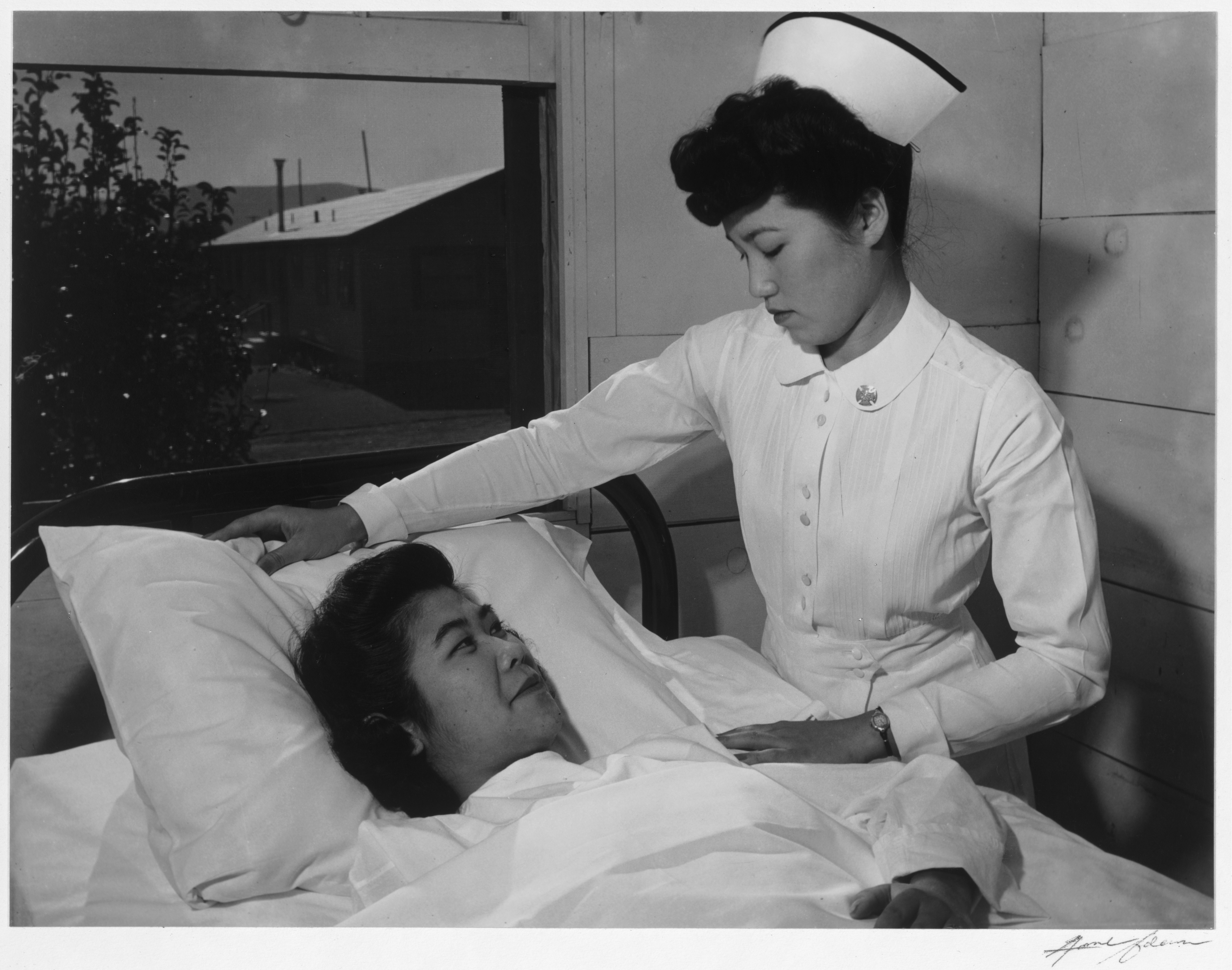
Медсестра и пациентка, Токио

Се́стринское дело — часть системы здравоохранения, включающая деятельность по укреплению здоровья населения, профилактику заболеваний, предоставление психосоциальной помощи и ухода лицам, имеющим физические и психические заболевания, а также нетрудоспособным людям всех групп. Подход к сестринскому делу, точное определение его рамок, функции и формы организации сестринского персонала различаются в разных регионах, и зависят от особенности национальной культуры, уровня системы здравоохранения, демографической ситуации и других факторов. Вместе с тем сестринское дело как важная часть системы здравоохранения имеет универсальный характер.
Профессиональное обучение по специальности «Сестринское дело» проходят в специализированных средне-специальных учебных заведениях (медицинских училищах, медицинских колледжах) и в ВУЗах (бакалавриат).
Медсестры и медбратья составляют самую многочисленную категорию работников здравоохранения.
Они выступают помощниками врача в лечебно-профилактических учреждениях, выполняют врачебные назначения и осуществляют сестринский процесс.
Широко известным и часто цитируемым является следующее определение, данное на докладе комитета экспертов ВОЗ в Женеве (1996):

Уникальное призвание медицинской сестры заключается в том, чтобы оказывать отдельному человеку, больному или здоровому, помощь во всем, что способствует здоровью или его восстановлению (либо наступлению безболезненной кончины) и с чем человек мог бы справиться без посторонней помощи, если бы он был достаточно крепок, целеустремлен или информирован, и делать это таким образом, чтобы помочь ему как можно скорее вновь обрести самостоятельность.
Одна из основательниц сестринского дела в его современном понимании, реформировавшая британскую систему здравоохранения сестра милосердия Флоренс Найтингейл писала в «Записках об уходе», что сестринское дело — это действия по использованию среды, окружающей пациента, в целях содействия его выздоровлению. Найтингейл исследовала связь между состоянием здоровья пациента и факторами окружающей среды и разработала концепцию окружающей среды как компонента сестринского дела. Она сформулировала отличия между врачебной деятельностью и сестринским делом, и отмечала, что последнее нуждается в практической и научной подготовке, отличной от врачебной подготовки, требует специальных знаний и навыков, и нуждается в специфической организации.
По определению Международного совета медицинских сестёр, сестринское дело представляет собой
индивидуальный и совместный уход за людьми всех возрастов, групп и общин, больных или здоровых, и в любых состояниях. Сестринское дело включает в себя пропаганду и поддержку здорового образа жизни, профилактики заболеваний и ухода за больными, инвалидами и умирающими. Содействие безопасной окружающей среде, научные исследования, участие в формировании политики в области здравоохранения и управления системами здравоохранения, и образование также являются ключевые ролями медсестёр и медбратьев.

Типичными профессиональными обязанностями медсестёр и медбратьев являются оказание срочной доврачебной помощи, ассистирование врачам в проведении операций, уход за больными в больницах и амбулаторно, выполнение таких медицинских процедур, как уколы и измерение артериального давления, выдача больным лекарств, работа с медицинской документацией (рецепты, справки, направления на обследования)
Некоторые специализации сестринского дела требуют дополнительного узкоспециального обучения.
В 1999 году, по случаю 100-летия Международного совета медицинских сестёр, эмблема Совета, Белое сердце, была официально принята как всемирный символ медицинских сестёр.